# Matilda Hellström
Olga Matilda Hellström, född 16 oktober 1994 i Skellefteå, Västerbotten, var förbundsordförande för Sveriges elevråd - SVEA under 2015. Hon är sedan 2014 även ledamot i Svenska Unescorådet som representant för Landsrådet för Sveriges Ungdomsorganisationer - LSU.